# Dayana Mendoza

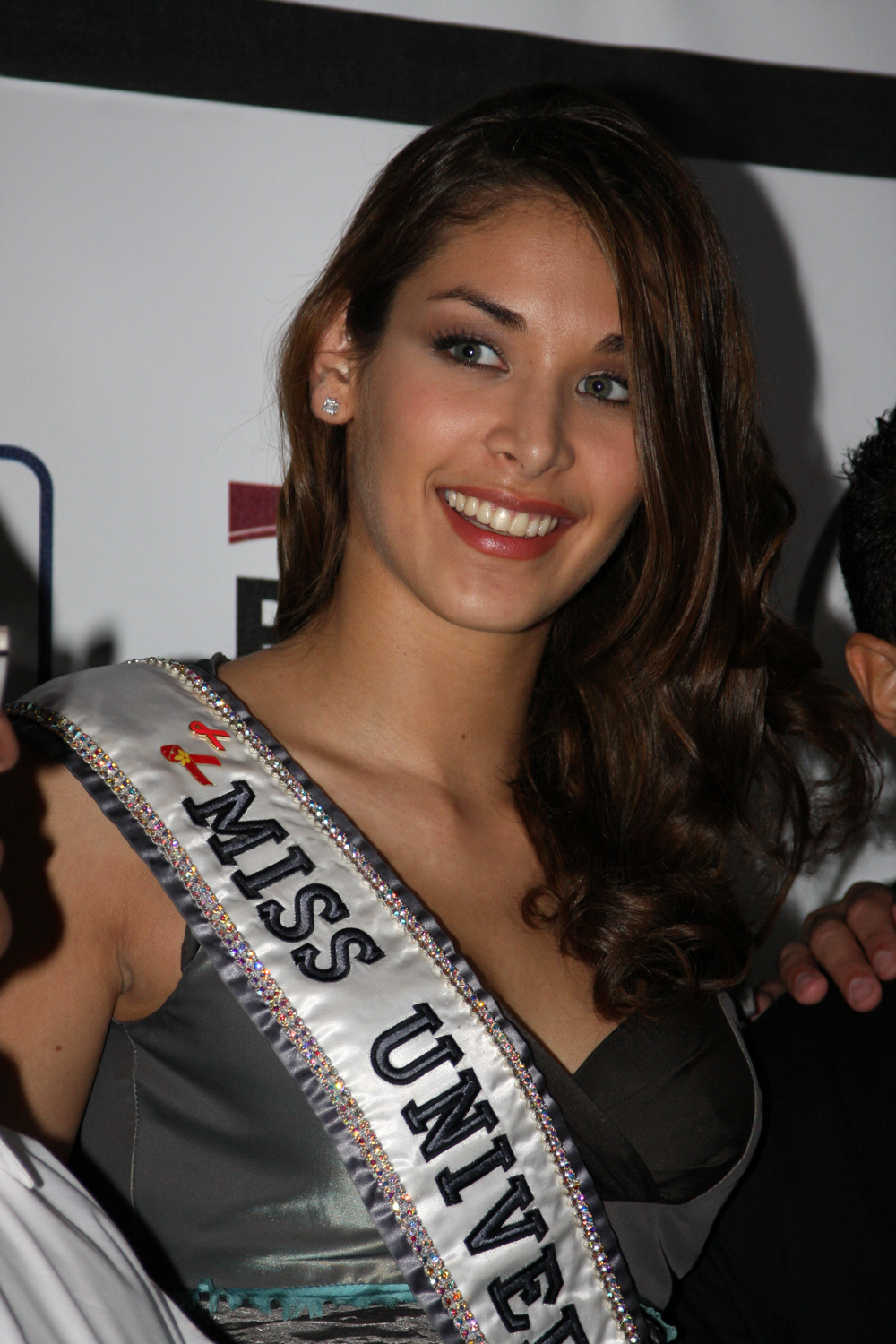
Dayana Mendoza

Dayana Sabrina Mendoza Moncada (Caracas, 1 juni 1986) is een Venezolaans model. Ze was Miss Venezuela 2007 en Miss Universe 2008.
In 2001 begon ze een carrière als model bij de Parijse agentschap Elite en nam deel aan diverse parades met name in Europa en de Verenigde Staten. Op 13 september 2007 versloeg Dayana 27 rivalen in de strijd voor de titel van Miss Venezuela 2007 en was de tweede vrouw van de staat Amazonas die de titel won.
Op 13 juli 2008 won Dayana Mendoza de verkiezingen van Miss Universe 2008, gehouden in Nha Trang, Vietnam, en werd de eerste winnares van Venezuela sinds de Miss Universe 1996, Alicia Machado. Dayana werd de eerste Miss Universe uit Venezuela in de eenentwintigste eeuw en de vijfde in de geschiedenis van Venezuela.